# Лёне
Лёне (нем. Löhne) — город в Германии, в земле Северный Рейн-Вестфалия.
Подчинён административному округу Детмольд. Входит в состав района Херфорд.  Население составляет 40 199 человек (на 31 декабря 2010 года). Занимает площадь 59,41 км². Официальный код  —  05 7 58 024.
Город подразделяется на 5 городских районов.

## Города-побратимы
Лёне является городом-побратимом следующих городов:
- Шпитталь-ан-дер-Драу, Австрия (1973)
- Колумбус, США (1993)
- Кондега, Никарагуа (1994)
- Рёбель-Мюриц, Германия (1996)
- Мелец, Польша (2002)